# 普利奧希夫 (切爾尼戈夫區)
51°32′10″N 30°54′21″E / 51.53611°N 30.90583°E
普利奧希夫（烏克蘭語：Пльохів），是烏克蘭北部切爾尼希夫州切爾尼希夫區米哈伊洛-科秋宾斯凯市镇的村落。處於帕庫利卡河畔，始建於1700年，面積1.32平方公里，海拔高度149米，2001年人口429。